# ヨックモック (コミューン)
ヨックモック（スウェーデン語: Jokkmokks kommun, 英語: Jokkmokk Municipality）は、スウェーデンのラップランド地方にあるノールボッテン県のコミューン（基礎自治体）の1つである。中心地は、ヨックモックである。紋章には、青い光や赤い鍵などがデザインされている。

## 概要
総面積は 19,334 km2 であり、スウェーデンのコミューンの中で2番目に大きい。陸地面積は 17,614 km2 である。

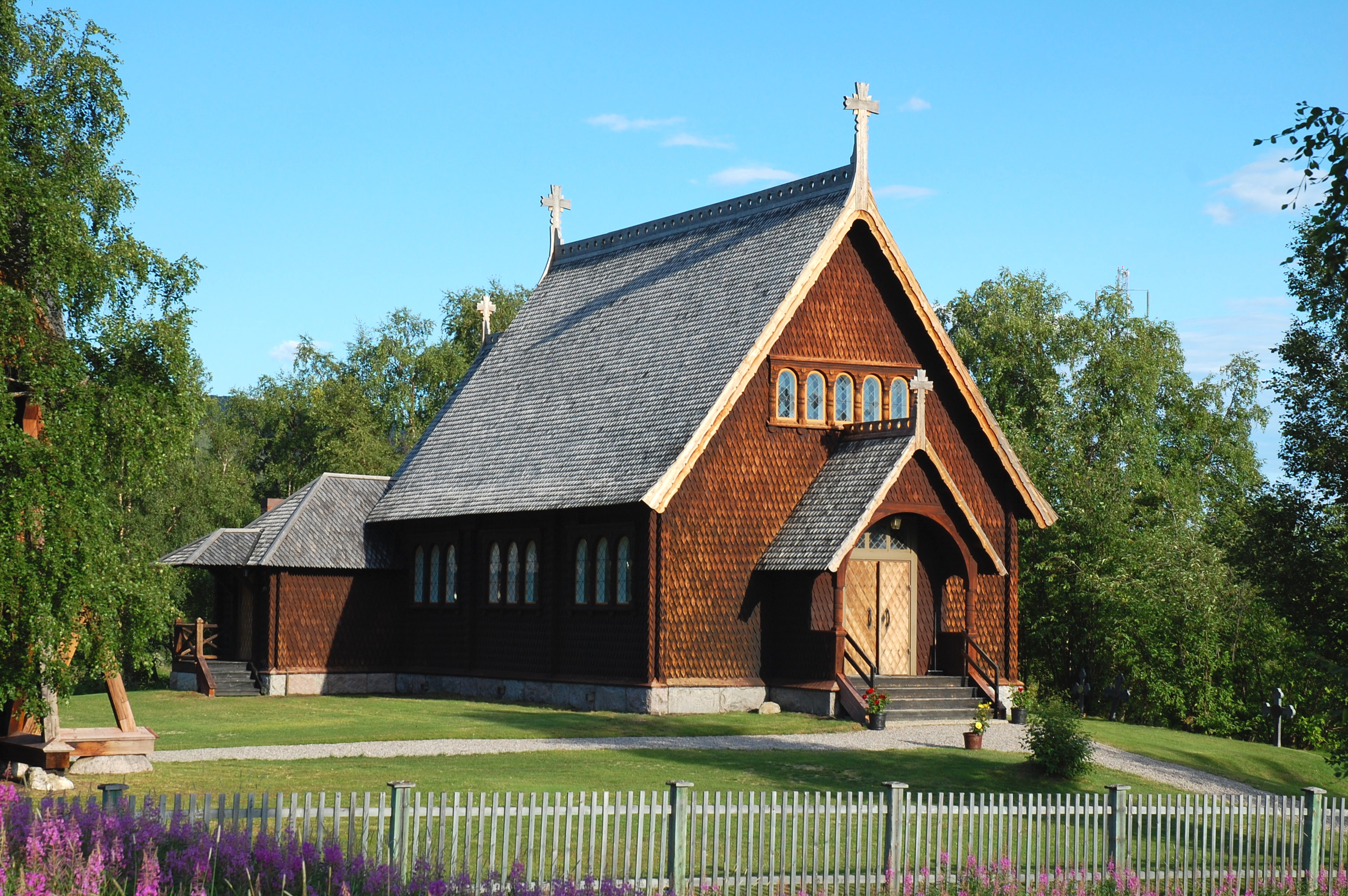
クビックヨック教会

人口は、2021年12月31日の時点で 4,780 人である。2008年の調査による人口は 5,305 人であり、減少傾向にある。
ヨックモックは、環境への配慮に力を入れており、ノールボッテン県の中で最初にEU市長誓約 (EU Covenant of Mayors) に署名した自治体である。また、欧州委員会が出資する欧州インテリジェントエネルギー計画 (IEE；Intelligent Energy Europe Programme) に参加している。

## 地理

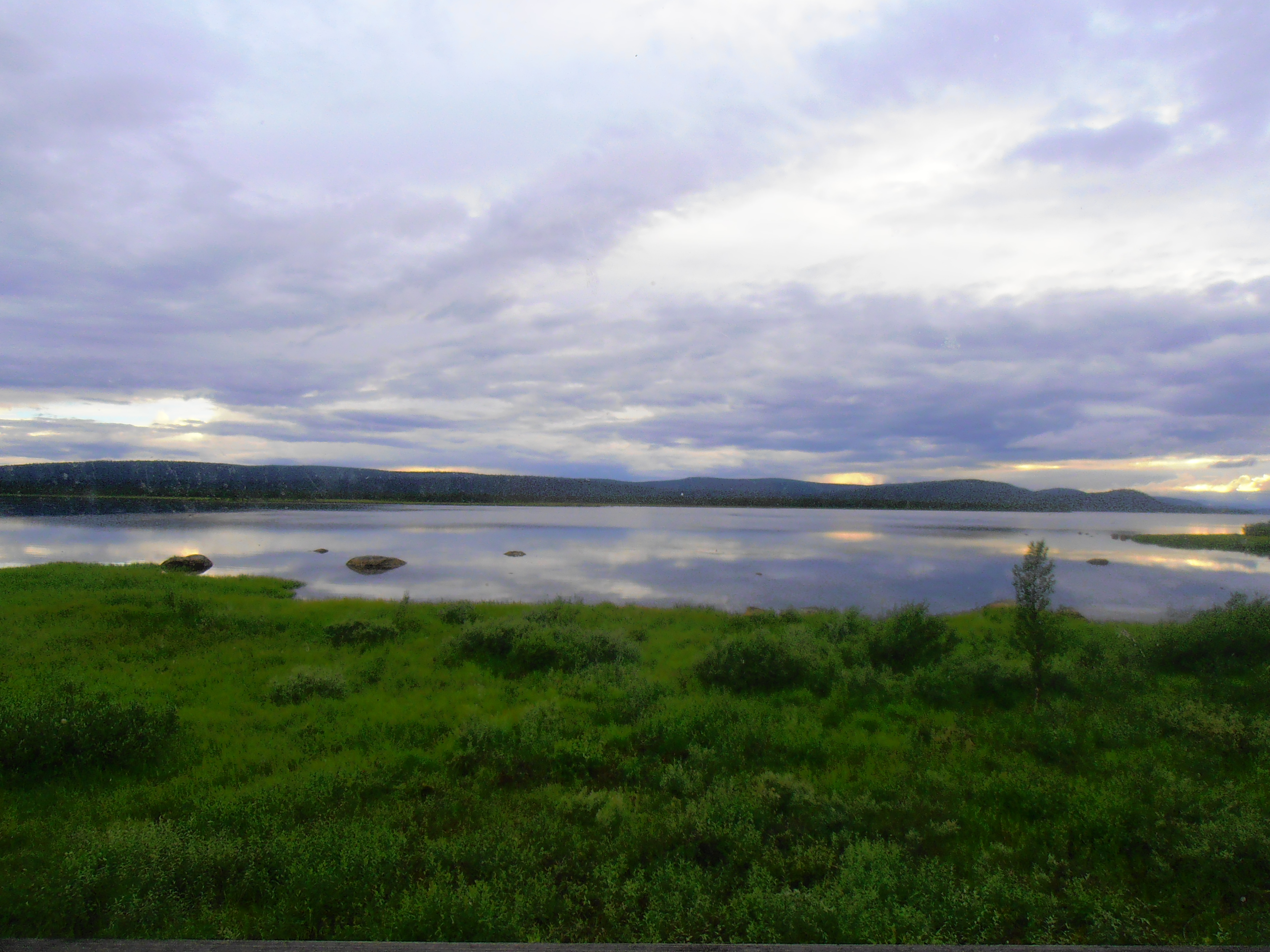
ストゥーラ・ルーレ湖

東はボーデン (sv:Bodens kommun) およびエルヴスビーン (sv:Älvsbyns kommun) と接し、西はノルウェーと接している。
南はアリエプローグ (sv:Arjeplogs kommun) およびアーヴィズヤール (sv:Arvidsjaurs kommun) と接し、北はイェリヴァーレ (sv:Gällivare kommun) と接している。
北部地域の多くの部分が、ユネスコの世界遺産に登録されているラポニア地域に含まれている。国立公園には、サーレク国立公園 (en:Sarek National Park) の他に、パディエランタ国立公園 (en:Padjelanta National Park) やストーラ・ショーファレット国立公園 (en:Stora Sjöfallet National Park) がある。

## 主な都市
ヨックモックは、このコミューンの中心地であり、400年以上の歴史をもつヨックモック・ウィンター・マーケット (sv:Jokkmokks marknad) という祭りなどで知られる。
ポルユス (en:Porjus) は、北極線から60キロメートルほど北上したところに位置し、オーロラが観測できることで知られ、付近にはストゥーラ・ルーレ湖 (sv:Stora Lulevatten) がある。

クビックヨック (en:Kvikkjokk) は、ラップランド地方で最も長い歴史をもつ自治体の1つであり、木造のクビックヨック教会 (sv:Kvikkjokks kyrka) があることでも知られる。